# سيرج لانغ (صحفي)
سيرج لانغ (بالفرنسية: Serge Lang)‏ هو صحفي فرنسي، ولد في 6 يونيو 1920 في ميلوز في فرنسا، وتوفي في 21 نوفمبر 1999 في Sternenberg ‏ في سويسرا.